# Hypotrachyna leeukopensis
Hypotrachyna leeukopensis är en lavart som beskrevs av Elix. Hypotrachyna leeukopensis ingår i släktet Hypotrachyna och familjen Parmeliaceae.   Inga underarter finns listade i Catalogue of Life.